# John Pickering (lingvist)
John Pickering, född den 7 februari 1777, död den 5 maj 1846, var en nordamerikansk språkman, son till Timothy Pickering. 
Pickering var verksam såväl på indianspråkens som de orientaliska, klassiska och germanska språkens område. Han utgav Vocabulary of americanisms (1816).